# L'urlo della folla (film 1950)
L'urlo della folla (The Sound of Fury, o anche Try And Get Me!) è un film statunitense del 1950 girato da Cy Endfield e basato su un racconto di Jo Pagano, The Condemned. Il soggetto è una versione romanzata (e successivamente sceneggiata) di un episodio di linciaggio veramente accaduto nel 1933 a San José in California. Sul medesimo episodio, nel 1936, Fritz Lang aveva diretto il film Furia (Fury).

## Trama
In una località della California sono tempi difficili per la famiglia Tyler. Mentre la moglie Judy è in attesa del secondo figlio, il marito Howard è costretto dalle circostanze ad accettare, pur con riluttanza, un lavoro presso Jerry Slocum, un malavitoso locale: deve fargli da autista mentre Jerry, nottetempo, perpetra rapine ai danni di piccoli esercizi commerciali.
Le cose peggiorano ulteriormente quando Jerry Slocum rapisce il figlio di una facoltosa famiglia, e, Howard presente, lo uccide barbaramente – a seguito di avvenimenti tutto sommato secondari – prima ancora di inviare una lettera anonima ai congiunti della vittima, con la richiesta di un alto riscatto. Howard è sconvolto e tormentato dal senso di colpa: ubriaco, finisce col rivelare a tale Hazel almeno parte dell'azione criminosa. E Hazel riferisce alla polizia. 
L'intera vicenda è seguita dal giornalista Gil Stanton, che non si cura di approfondire la faccenda, e pubblica (nonostante gli ammonimenti del suo amico prof. Vido Simone, latore di una visione secondo la quale la violenza sarebbe da ascrivere a cause sociologiche) trafiletti sensazionalistici sull'argomento al solo scopo di aumentare le vendite del quotidiano. Howard - che confessa i particolari dell'omicidio - e Jerry Slocum vengono in breve arrestati.
Una notte, istigata dagli articoli di Stanton, una folla inferocita si raduna davanti alla prigione nella quale i due imputati sono rinchiusi, ed irrompe in essa nell'intenzione di impadronirsi di loro e di linciarli. Nell'occasione, Gil Stanton si rende conto della propria cattiva deontologia. Ma è troppo tardi: Jerry Slocum e Howard Tayler vengono assassinati dai sovreccitati cittadini, che vogliono e riescono a farsi "giustizia" da soli.
Alla stessa ora notturna, Judy Tyler conforta il figlio – svegliatosi per un incubo – assicurandolo che "tutto andrà per il meglio".